# Keating (Oregon)
Keating az Amerikai Egyesült Államok északnyugati részén, Oregon állam Baker megyéjében, az Oregon Route 86 közelében elhelyezkedő önkormányzat nélküli település.
Nevét egy brit matrózról kapta. A posta 1880 és 1975 között működött.

## Fordítás
- Ez a szócikk részben vagy egészben  a   Keating, Oregon című angol Wikipédia-szócikk ezen változatának fordításán alapul.  Az eredeti cikk szerkesztőit annak laptörténete sorolja fel. Ez a jelzés csupán a megfogalmazás eredetét és a szerzői jogokat jelzi, nem szolgál a cikkben szereplő információk forrásmegjelöléseként.